# Harry Fuchs (Cellist)
Harry Fuchs (* 1908; † 4. Januar 1986 in Cleveland/Ohio) war ein US-amerikanischer Cellist.
Harry Fuchs war der jüngere Bruder des Geigers Joseph Fuchs und der Bratschistin Lillian Fuchs. Als Kind hatte er Violin- und Cellounterricht bei seinem Vater. Später entschied er sich für das Cello und studierte von 1932 bis 1935 an der Juilliard School bei Felix Salmond. Von 1935 bis 1937 war er Cellist im Orchester der Metropolitan Opera. 1937 holte ihn Artur Rodzinski zum Cleveland Orchestra, wo er nach dem Weggang Leonard Roses ab 1943 Erster Cellist war. Als 1947 George Szell Ernst Silberstein als Ersten Cellisten einsetzte, verließ er das Orchester und beschloss, sich als Unternehmer selbstständig zu machen.
Er hatte großes Interesse für Haustiere und besaß mehrere Hunde und Katzen, und so entwickelte er eine Lotion gegen Hautirritationen bei Hunden, die er mehrere Jahre unter dem Namen Fox Salve erfolgreich vermarktete. 1949 kehrte er als Zweiter Cellist zum Cleveland Orchestra zurück und verblieb bis 1979 in dieser Position. Neben seiner Orchestertätigkeit unterrichtete Fuchs viele Jahre am Cleveland Institute of Music und am Cleveland Music School Settlement und war Mitglied des Cleveland Orchestra String Quartet. Mit seinen Geschwistern nahm er 1951 Beethovens Trio c-Moll, mit Lillian und Julius Baker 1965 Albert Roussels Trio für Flöte, Bratsche und Cello auf.